# Кондук
Кондук (кирг. Кондук) — село в Кара-Кульджинском районе Ошской области Кыргызстана. Входит в состав Ой-Талского айылного аймака.

## География
Село расположено в северо-восточной части области, в высокогорной зоне, на правом берегу реки Кулун, на расстоянии приблизительно 46 километров (по прямой) к юго-востоку от села Кара-Кульджа, административного центра района. Абсолютная высота — 1965 метров над уровнем моря.

## Население
Согласно оценочным данным Национального статистического комитета Кыргызской Республики, численность населения села на начало 2023 года составляла 1182 человека.
| год     | 2009 | 2014 | 2015 | 2020 | 2021 | 2023 |
| ------- | ---- | ---- | ---- | ---- | ---- | ---- |
| человек | 1137 | 1158 | 1170 | 1168 | 1177 | 1182 |